# Data Center La Punta
Data Center La Punta, es el Centro Tecnológico más moderno de América del Sur, se encuentra en la Ciudad de La Punta, Provincia de San Luis, Argentina.
Se inauguró en el 2004, es el centro de control y cerebro de la Autopista de la Información (AUI), que reúne toda la infraestructura necesaria en telecomunicaciones. Es un edificio inteligente que aloja equipamiento para el monitoreo de la red conformando un centro de excelencia, destinado al desarrollo de todos los proyectos basados en tecnología. Por medio de él, se brindan servicios sociales de carácter único en Sudamérica como el Wi-fi gratuito a toda la provincia. Estratégicamente ubicado en la Ciudad de La Punta y abarcando una zona de 10.000 m², el edificio consta de dos cuerpos. El primero destinado al Data Center, las oficinas, el auditorio, el centro de operaciones, el call center, el laboratorio, y el área de desarrollo de sistemas. El segundo destinado a alojar los equipamientos de grupos electrógenos. El data center posee características de avanzada, actividades de la vida cotidiana desde la PC, sin movernos de casa y con tan solo hacer un clic.
El 27 de febrero del 2005, se realizó en la localidad de Potrero de los Funes, el Campeonato Mundial de Ajedrez 2005 (FIDE), para el mismo era necesario contar con eficientes sistemas de internet para ser transmitido a todo el mundo en forma directa, poniéndose en funcionamiento de Internet inalámbrico, un sistema nuevo sin necesidad de cableados., se creó el primer sistema de Wi-Fi de la provincia puntana, fundándose la Autopista de la Información (AUI), imitado de un Plan Maestro con el Ministerio de Industria de Canadá, se tendió de fibra óptica desde el Data Center a Potrero de los Funes. Esta compleja tarea se realizó sobre la montaña, en el camino que une La Punta con la localidad anfitriona del evento ajedrecístico. Fue así como se conectó a la Caja de los Trebejos y a todas las inmediaciones con wifi gratuito. Las cifras fueron contundentes: aproximadamente un millón de usuarios en simultáneo miraron las jugadas de ajedrez por internet, con un pico de tres millones de personas conectadas durante la final de la competencia.
En 2006 la provincia tenía 19 Mbps de enlace a Internet y 100 kilómetros de fibra óptica: hoy son 2.000 Mbps y 680 km. El 16 de octubre del 2010, duplicó el ancho de banda de la Autopista de la Información (AUI), que alcanzó los 1.2 Gigabytes (GB). Estas mejoras fueron posibles gracias al trabajo conjunto con la Universidad de La Punta (ULP).